# Roberto Brunamonti
Roberto Brunamonti (Espoleto, 14 de abril de 1959) é um ex-basquetebolista italiano que integrou a seleção italiana que conquistou a medalha de prata disputada nos XXII Jogos Olímpicos de Verão realizados em Moscou em 1980.